# PRIDE (浅香唯のアルバム)
『PRIDE』（プライド）は、浅香唯の7枚目のスタジオ・アルバム。1989年11月21日にマイカルハミングバードよりリリースされた。

## 概要
ヒット・シングル「恋のロックンロール・サーカス」「DREAM POWER」を収録。「恋のロックンロール・サーカス」は、シングルバージョンとは異なる″PRIDE VERSION″としてM-6に収録された。ほか、TM NETWORKの木根尚登とシンガーソングライターの柿原朱美がそれぞれ1曲ずつ楽曲提供している。
浅香自身が作詞を手掛けた2曲のうち、M-10「NUTS TO YOU!」はテレビ番組でも披露され、M-4「きっと…いつか」は、当時恋人だった西川貴博（現在の夫）を想って書いた歌であることを、2002年のライブで公表している。
本作発売前の11月4日には、よみうりランドEASTにて『YUI DREAM POWER in EAST '89』と題されたコンサートが開催され、本作より「君の誇り」と「NUTS TO YOU!」が発売より一足先に披露された。

## 収録曲
1. 君の誇り
作詞: 売野雅勇 / 作曲: 井上大輔 / 編曲: 西平彰
2. DREAM POWER
作詞: 森浩美 / 作曲: 吉実明宏 / 編曲: 中村哲
3. TAKE IT EASY
作詞: 亜伊林 / 作曲: 羽田一郎 / 編曲: 戸塚修
4. きっと…いつか
作詞: 浅香唯 / 作曲: 井上ヨシマサ / 編曲: 米光亮
5. Good-bye Celebration
作詞: 尾関昌也 / 作曲: 木根尚登 / 編曲: 山川恵津子
6. 恋のロックンロール・サーカス (PRIDE VERSION)
作詞: 売野雅勇 / 作曲: NOBODY / 編曲: 井上鑑
7. Johnny
作詞: 松井五郎 / 作曲: 羽田一郎 / 編曲: 中村哲
8. GO! GO! 90'S
作詞: 売野雅勇 / 作曲: 井上ヨシマサ / 編曲: 井上鑑
9. 未完成な恋人達
作詞: 森雪之丞 / 作曲: 和泉常寛 / 編曲: 萩田光男
10. NUTS TO YOU!
作詞: 浅香唯 / 作曲: 朝倉紀幸 / 編曲: 米光亮
11. JOY
作詞: 佐藤純子 / 作曲: 柿原朱美 / 編曲: 山川恵津子

## 参加ミュージシャン
- Drum：青山純、山木秀夫、島村英二
- Bass：美久月千晴、伊藤広規
- E.Guitar：松原正樹、今剛、土方隆行、鎌田ジョージ
- A.Guitar：吉川忠英
- Keyboard：井上鑑、西平彰、中村哲、山川恵津子、米光亮、中西康晴、大谷和夫、永田一郎、島健
- Synthesizer Programer：森達彦、松武秀樹、迫田到、松井隆雄
- Percussion：浜口茂外也
- Trunpet：数原晋、荒木敏男
- Tronbone：早川隆章
- Saxophone：Jake H. Concepcion、中村哲
- Strings：加藤JOEグループ、友田啓明グループ、斉藤ネコグループ
- chorus：町支寛二、浜田良美、香川喜章、比山貴咏史、木戸やすひろ、広谷順子、Rajie、やまがたすみこ

出典：『ニッポンの編曲家』

## 関連作品
- 浅香唯大全集 THE COMPLETE BOX
- 浅香唯 30周年記念コンプリートBOX